# NGC 1159
NGC 1159 è una galassia a spirale nana situata nella costellazione di Perseo, a una distanza di circa 118 milioni di anni luce dalla nostra Via Lattea.

## Scoperta
La galassia è stata scoperta il 2 dicembre 1883 dall'astronomo francese Édouard Stephan.

## Descrizione
Il sito SEDS la indica come galassia lenticolare; il database NASA/IPAC la classifica come spirale in base alle osservazioni effettuate dal Telescopio spaziale Hubble; il sito LEDA la considera di tipo morfologico Sc; infine Seligman la classifica come galassia a spirale barrata, il che sembra più ragionevole in base alle recenti immagini ottenute dall'indagine Sloan Digital Sky Survey.
NGC 1159 presenta una larga riga a 21 cm dell'idrogeno neutro. Dato il valore della sua luminosità superficiale pari a 11,75, NGC 1159 può essere inclusa tra le galassie ad elevata luminosità superficiale.